# Jadwiga Słomczewska
Jadwiga Słomczewska (ur. 10 grudnia 1926 w Łodzi, zm. 2007 tamże) – polska lekkoatletka, (sprinterka), wielokrotna mistrzyni i reprezentantka Polski, akademicka wicemistrzyni świata w biegu na 100 m i 200 m (1947).

## Życiorys
Była zawodniczką klubów łódzkich: DKS (1945-1949), Włókniarza (1949-1953), Ogniwa (1954), Sparty (195-1956) oraz Społem (1957-1959). Z wykształcenia była technikiem-ekonomistą.
Jej największym sukcesem w karierze międzynarodowej były dwa srebrne medale wywalczone na akademickich mistrzostwach świata w 1947 - w biegu na 100 m, z czasem 12,7 oraz w biegu na 200 m, z czasem 27,5.
Reprezentowała także Polskę na mistrzostwach Europy w 1946 (w biegu na 200 m zakwalifikowała się do półfinału, w którym jednak nie wystartowała, w sztafecie 4 x 100 m zajęła 6. miejsce z czasem 50,6 (ze Stanisławą Walasiewicz, Ireną Hejducką i Mieczysławą Moder) oraz akademickich mistrzostwach świata w 1949 (w sztafecie 4 x 100 m zajęła 4. miejsce, z czasem 50,6 - z M. Moder, Marią Adamską i Heleną Gburek, w biegu na 200 m odpadła w eliminacjach, z czasem 27,3)
Na mistrzostwach Polski seniorów na otwartym stadionie zdobyła dziesięć medali, w tym trzy złote, cztery srebrne i trzy brązowe; w biegu na 100 m - złoto w 1945, brąz w 1947 i 1949; w biegu na 200 m - złoto w 1948), srebro w 1945, 1947, 1949 i 1950 oraz brąz w 1946; w biegu na 200 m - złoto w 1947 oraz srebro (1946, 1951); w sztafecie 4 x 100 m - złoto w 1945.
Zmarła w 2007 roku i została pochowana w Łodzi na cmentarzu przy ulicy Ogrodowej.
Rekordy życiowe
| Konkurencja        | Data i miejsce        | Wynik |
| ------------------ | --------------------- | ----- |
| bieg na 100 metrów | 1 sierpnia 1954, Łódź | 12,3  |
| bieg na 200 metrów | 1 sierpnia 1954, Łódź | 25,3  |